# Vitaliy Popkov
Vitaliy Oleksandrovych Popkov (em ucraniano:  Віталій Олександрович Попков; Novoselytsia Raion, 16 de junho de 1983) é um ciclista ucraniano. Popkov representou sua nação nos Jogos Olímpicos de Verão de 2004 e 2008.